# جيف هندريك
جيف هندريك (بالإنجليزية: Jeff Hendrick)‏ (مواليد 31 يناير 1992) هو لاعب كرة قدم. يلعب مع منتخب جمهورية أيرلندا لكرة القدم. سبق له أن لعب في بطولة أمم أوروبا لكرة القدم 2016 مع منتخب بلاده.

## روابط خارجية
- جيف هندريك على موقع الاتحاد الدولي (مؤرشف)  (الإنجليزية)
- جيف هندريك على موقع الاتحاد الأوربي (الإنجليزية)
- جيف هندريك على موقع قاعدة بيانات كرة القدم.إي يو (الإنجليزية)
- جيف هندريك على موقع ناشيونال فوتبول تيمز (الإنجليزية)
- جيف هندريك على موقع Soccerbase.com (لاعب) (الإنجليزية)
- جيف هندريك على موقع Soccerway.com (الإنجليزية)
- جيف هندريك على موقع عالم كرة القدم.نت (الإنجليزية)
- جيف هندريك على موقع كووورة
- جيف هندريك على موقع AS.com (الإسبانية)